# Csütörtökhely
Csütörtökhely (szlovákul Spišský Štvrtok, németül Donnersmarkt) község Szlovákiában, az Eperjesi kerület Lőcsei járásában.

## Fekvése
A Szepesi-medence délkeleti részén, Poprád és Igló között, fontos történelmi kereszteződésen fekszik.

## Története
A falu kataszterében kalkolitikum kori lelőhely található (péceli kultúra).
Vásárait csütörtöki napon tartotta, erről kapta a nevét. A mai Csütörtökhely elődje a tatárjáráskor elpusztult Szentlászló nevű magyar település volt. Az első bejegyzések 1263-ból valók. Szepességi lándzsás nemesek alapították újra, megőrizve I. László tiszteletének hagyományát. Gazdagságuk alapja az aranybányászat volt. 1412-től a 16 el nem zálogosított szepesi települések tartományának a központja (amelyek nem voltak lengyel zálogban). Lakosainak kiváltságos joga volt az aranybányászat, s 1774-ben itt székelt a Szepesi Kamara is.
A 18. század végén Vályi András így ír róla: „DONNERSMARK. Svertek. Quintoforum. Német, és tót Város Szepes Vármegyében, földes Ura Gróf Csáky Uraság, egy a’ 16. Szepesi Városok közzűl, lakosai katolikusok, fekszik Lőtsétöl mint egy mértföldnyire, Csötörtök falva nevezet alatt.”
Fényes Elek 1851-ben kiadott geográfiai szótárában így ír a városról: „Csötörtökhely, (Quintoforum, Donnersmark) tót mváros, Lőcséhez nyugotra 1 1/4 mfdnyire, a liptai országutban: 606 kath., 8 evang. lak. Van itt a minoritáknak zárdája s a plébániai szolgálatot is ők teszik. Hajdan itt volt a kamarai igazgatóság széke, melly most Kassán létez. F. u. gr. Csáky.”
A trianoni diktátumig Szepes vármegye Lőcsei járásához tartozott.

## Népessége
| Év:            | 1994. | 2004.   | 2014.   | 2024.   |
| -------------- | ----- | ------- | ------- | ------- |
| Emberek száma: | 2224  | 2339    | 2453    | 2612    |
| Eltérés:       |       | +5,17 % | +4,87 % | +6,48 % |

| Év:            | 2023. | 2024.   |
| -------------- | ----- | ------- |
| Emberek száma: | 2584  | 2612    |
| Eltérés:       |       | +1,08 % |

Lakosainak száma 2001-ben 2273 fő volt.
2011-ben 2433 lakosából 2211 szlovák és 105 cigány.

## Híres emberek
- Itt született 1902. június 4-én Illés Endre író.
- Itt született 1955. február 4-én Mikuláš Dzurinda politikus.
- Itt volt birtoka Florian Henckel von Donnersmarck német Oscar-díjas (2007) rendező (A mások élete c. film) családjának.

## Nevezetességei

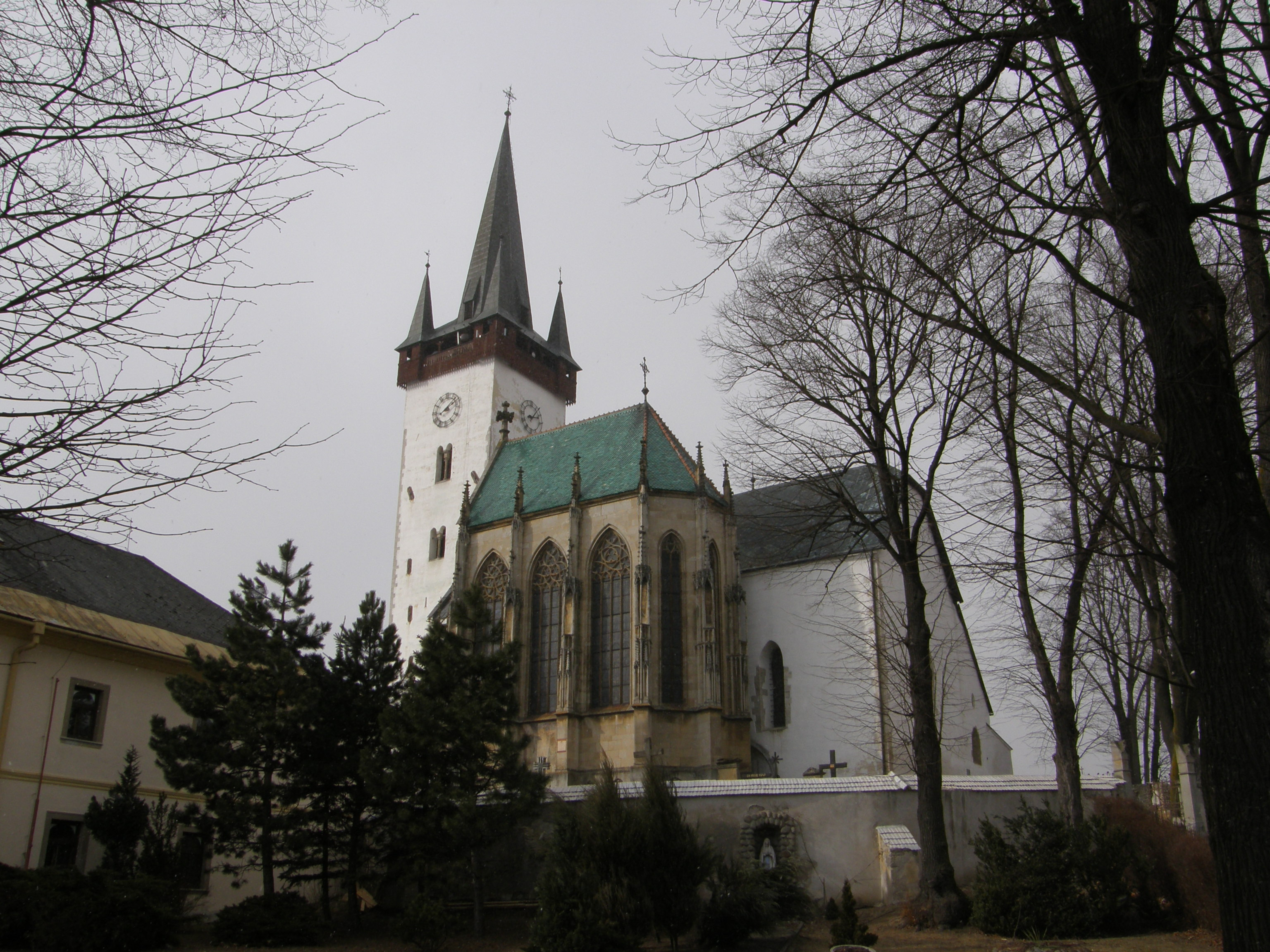
A Szent László templom, előtérben a Szapolyai-kápolna
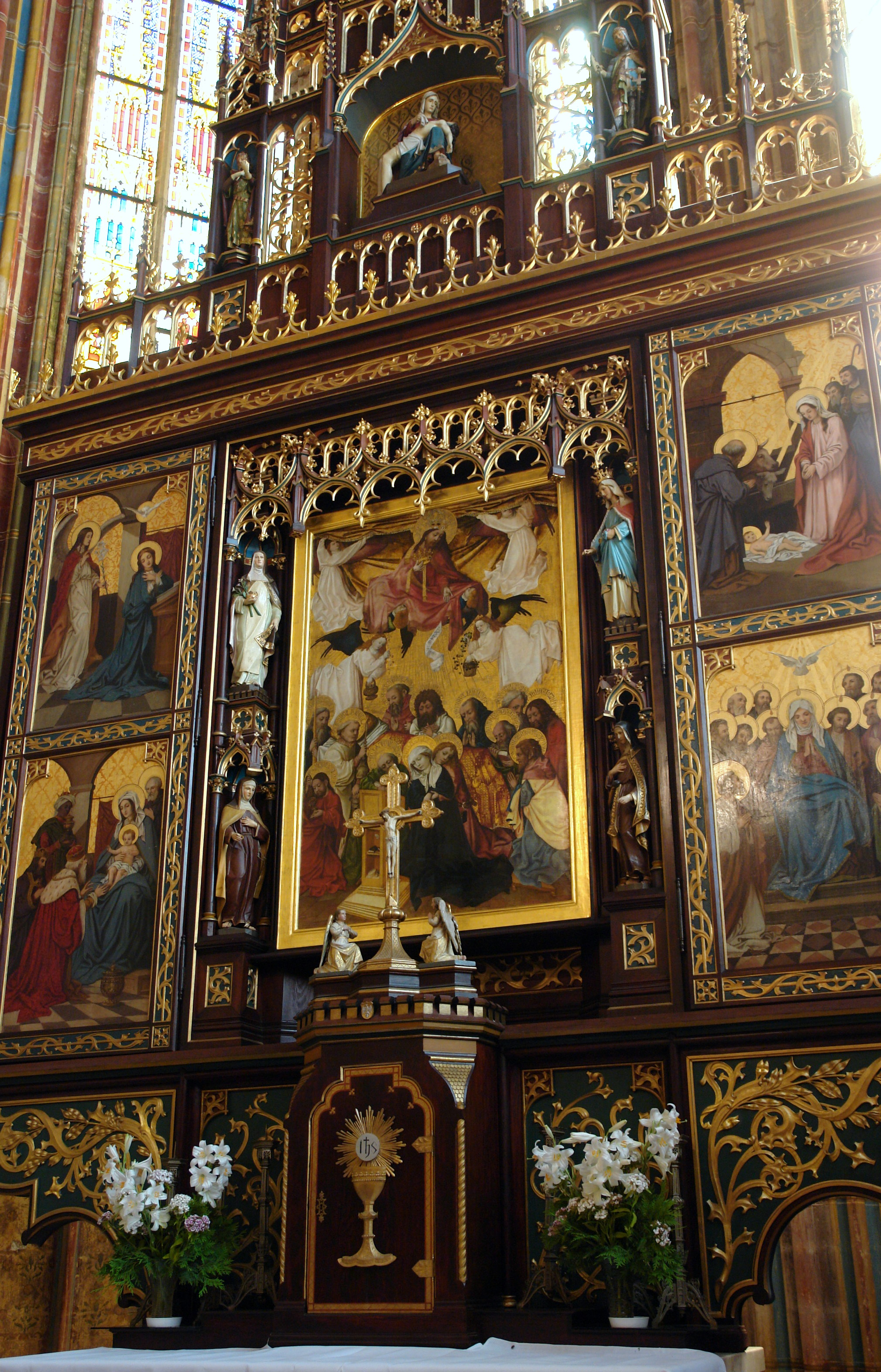
A Szapolyai-kápolna főoltára
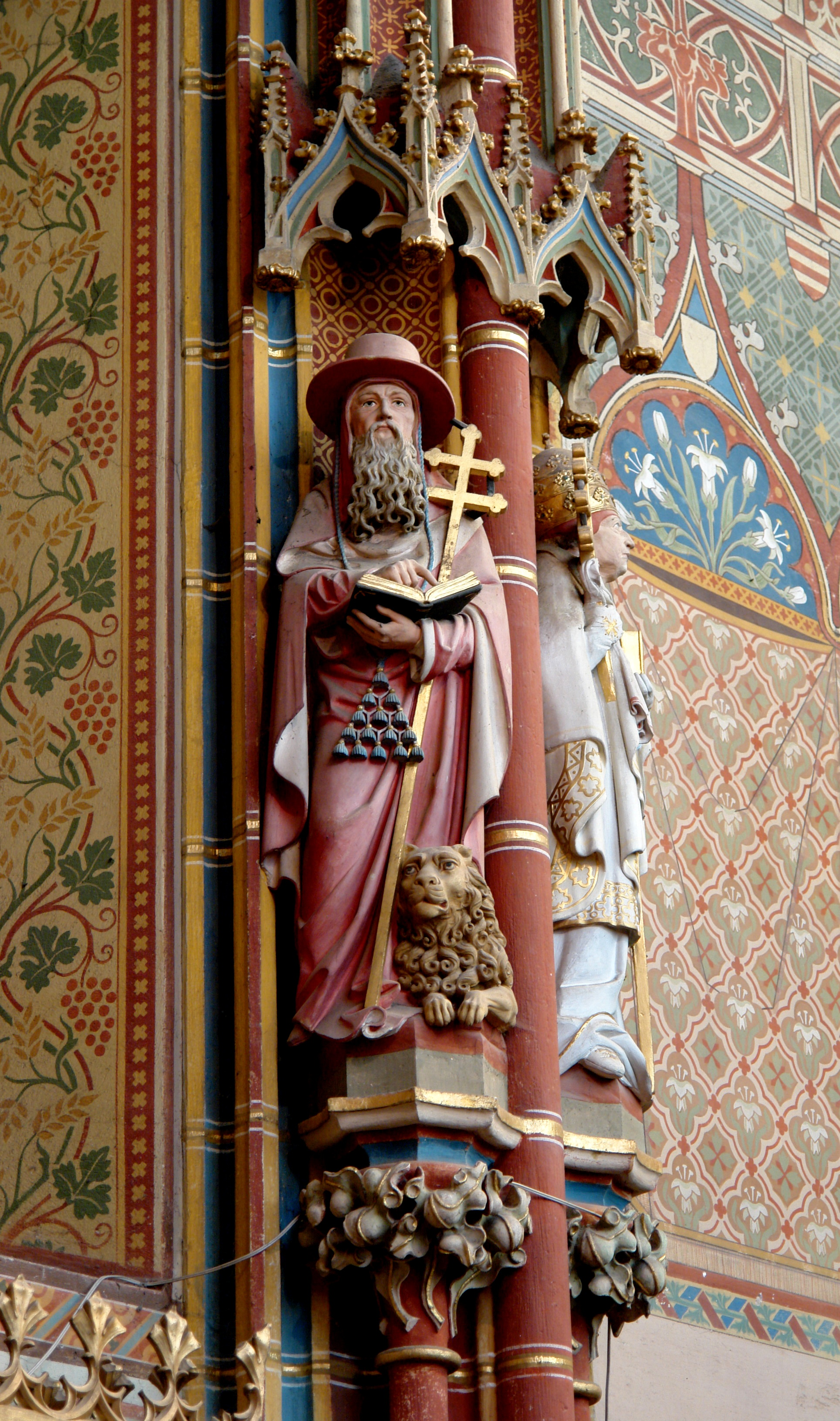
Oszlopdísz a Szapolyai-kápolnában
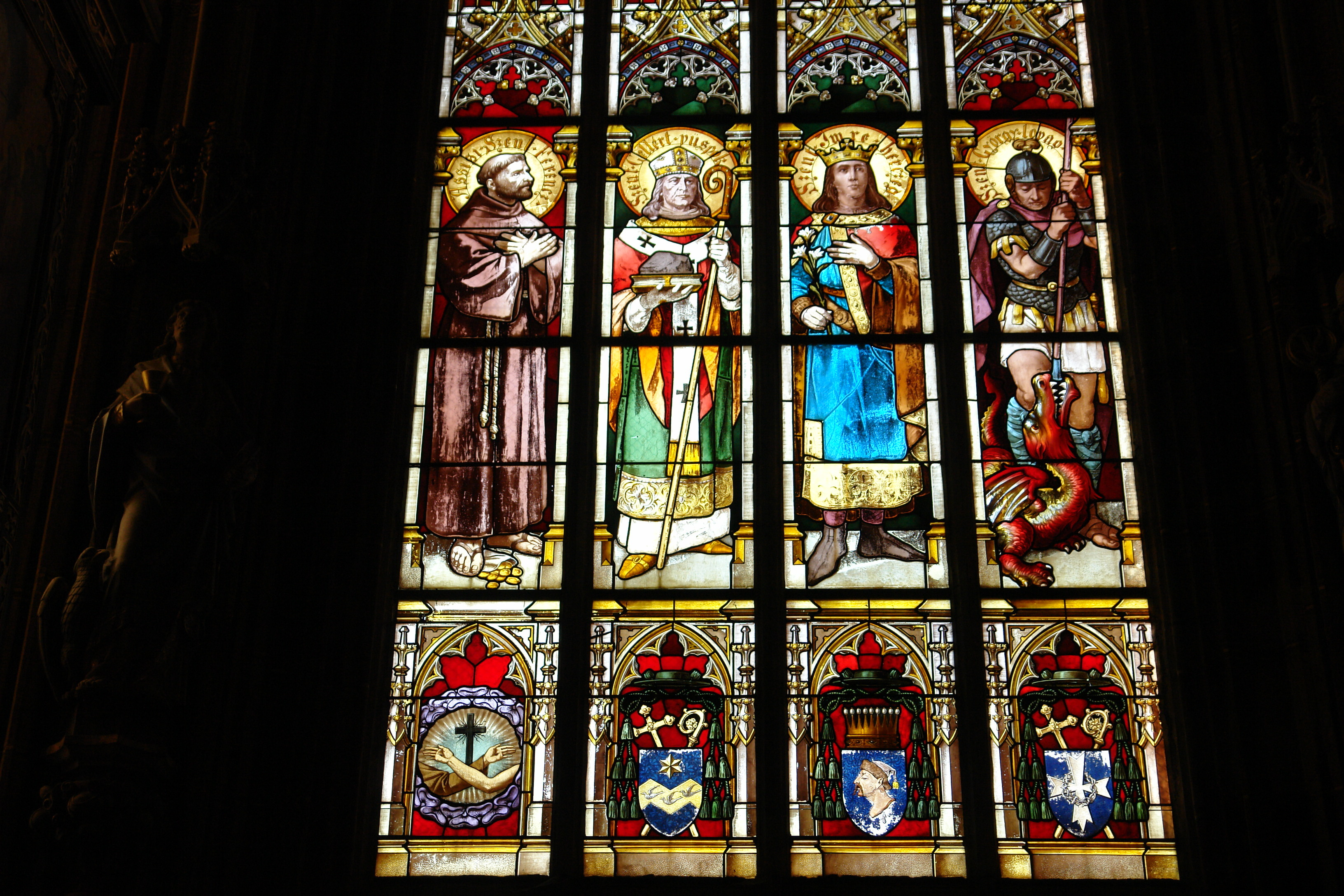
A Szapolyai-kápolna egyik ablaka

- A település szélén, egy kis dombon áll Szent Lászlóról, a lovagkirályról elnevezett plébániatemplom.[5] A román stílusú templomot (13. század, tatárjárás után) gótikus kétemeletes kápolnával bővítette ki a Szapolyai-család. Egyhajós szentélye egyenes záródású, huszártornyos. Nyugati, homlokzat előtti négyzetes tornya körerkélyes, négyfiatornyos, gúlasisakos. A templom mellé az emeletes elrendezésű gótikus kápolnát (a szepeshelyi katedrálishoz hasonlóan) Zápolyai István építtette 1473-ban. Egyes kutatók Kassai István művének tartják. Jellegében hasonló a közeli szepeshelyi Zápolya-kápolnához. Alapterületében ugyan valamivel kisebb, de részletkimunkálásában előbbinél gondosabb. Az alsó szint szolgált a Zápolyaiak temetkezési helyéül, a felső szint a Nagyboldogasszonyról (Szűz Mária mennybeviteléről) elnevezett kápolna. A magyarországi gótika egyik legtökéletesebb, legarányosabb alkotásaként tartják számon. A klasszikus gótikus kápolnák típusának megfelelően, karcsú pillérek fölött lebegő hálóboltozatos építmény. Mérműves, halhólyagos motívumú, festett üvegablakai magyar szenteket ábrázolnak. Nagyon szépek a boltozatot tartó pillérek, s a lendületes ívű függő karzat faragott díszítései. A kápolna helyreállítását a 19. század végén Alpár Ignác végezte. A templom mellett áll az egykori, középkori kolostorépület, itt lehet kulcsot kérni a templomhoz.

## Lásd még
- Csütörtök
- Szerda
- Szombat
- Lándzsás kerület